# Semenivský rajón (Poltavská oblast)
Semenivský rajón (ukrajinsky Семенівський район) byl rajón v Poltavské oblasti na Ukrajině. Hlavním městem byla Semenivka a rajón měl přibližně 24 tisíc obyvatel. 

## Sídla v rajónu
- Semenivka